# Kosińscy herbu Rawicz

Herb Rawicz

Kosińscy – polski ród szlachecki pochodzący z Kosianki i pieczętujący się herbem Rawicz.

## Historia
Jak podaje Seweryn Uruski w Herbarzu Szlachty Polskiej, Kosińscy pochodzą od "Prandotów Rawiczan i są jednej dzielnicy z Trzcińskimi i Kosseckimi; ich gniazdem województwo rawskie, a wzięli nazwisko od wsi Kosianki, na Podlasiu, w którym na początku XV stulecia dziedziczyli. Prandota z Kosin 1438 r. Wawrzyniec (Laurenty)1456 r. Bartłomiej podpisany 1470 r. jako świadek na przywileju. Adam w ziemi drohickiej 1501 r.; jego syn Lenart, dworzanin królewski 1511 r.". W XV wieku rodzina ta należała do średniej, niezamożnej szlachty, jednak dzięki swej gospodarności w początkach XVI wieku dorobiła się znacznego majątku.
Jednym z pierwszych lepiej poznanych członków rodu był żyjący na przełomie XV i XVI w. Lenart Kosiński, który miał dwóch braci Michała i Oleksieja. Lenart w 1511 r. został dworzaninem królewskim, później pełnił funkcję faktora królowej Bony w Brańsku (w latach 1533–1539 był podstarościm brańskim). W jego posiadaniu znajdowały się dobra: Lisowo, Narojki, Czaje i Grodzisk. Pozostawił po sobie synów: Adama, Feliksa, Leonarda, Stanisława, Mikołaja i Pawła. Adam Kosiński był w latach (1569–1574) kasztelanem podlaskim. Na sejmie lubelskim w 1569 r. poparł przyłączenie Podlasia do Korony, król Zygmunt August nagrodził go za to urzędem kasztelana. 1 lipca 1569 r. podpisał i opieczętował akt Unii Lubelskiej. Adam Kosiński powiększył majątek odziedziczony po Lenarcie. Nabył w drodze kupna lub zamiany liczne włości, a także wzbogacił się na handlu zbożem, które było spławiane Bugiem do Gdańska. Jego syn Jan (pisarz ziemski drohicki) w 1580 r. był posiadaczem 16 wsi znajdujących się na obszarze ziemi drohickiej: Lisowa, Śledzianowa, Buzisk, Osnówki, Grannego, Kobelian, Leśników, Dziersk, Krzemienia, Klimczyc, Lipna, Busk, Grodziska, Boiarskich, Morklicz, Makark. Adam Kosiński był żonaty z Anną Irzykowicz, oprócz syna Jana miał jeszcze córkę Katarzynę (zamężną z Janem Zbigniewem Ossolińskim, wojewodą podlaskim).
Krewnym kasztelana podlaskiego (prawdopodobnie jego bratankiem) był Krzysztof Kosiński (1545-1593) hetman kozacki, dowodzący pierwszym powstaniem kozackim przeciwko Polsce. U zarania powstania leżał konflikt Kosińskiego z Januszem Ostrogskim, gdy obiecane Kosińskiemu 2 miejscowości zostały przyznane Ostrogskiemu ruszył na niego i jego wojsko z 5 tysięczną armią kozacką. Prywatny zatarg przeistoczył się wkrótce w ogólnonarodowe powstanie kozacko-chłopskie. Józef Bohdan Zaleski poświęcił mu utwór Dumka hetmana Kosińskiego, a w Białej Cerkwi na Ukrainie postawiono pomnik ku jego pamięci. Miał trzech synów: Jana, Teodora i Adama Chleba ten ostatni pozostał w Polsce, natomiast pozostali przeszli do Rosji.
Okres świetności rodu przypada na wiek XVI. W następnym stuleciu ród ten mocno się rozrodził i jednocześnie zubożał, wskutek tego uzależnił się ekonomicznie od możnej szlachty. Pauperyzacja rodu spowodowała, że Kosińscy byli zmuszeni do zawierania małżeństw z przedstawicielami bogatszych rodów z innych województw. Może o tym świadczyć fakt, że ród Kosińskich w XVII wieku rozprzestrzenił się na obszarze całej Polski.
Najbardziej zasłużonym dla Polski członkiem rodu był generał Antoni Amilkar Kosiński. Urodził się w 1769 r. w ziemi drohickiej, w niezamożnym już wówczas gnieździe Kosińskich. Współtworzył Legiony Polskie we Włoszech, brał udział w wielu bitwach napoleońskich. Za swe zasługi został odznaczony dwukrotnie Orderem Virtuti Militari. W 1923 r. jego prochy zostały przeniesione do Krypty Zasłużonych Wielkopolan znajdującej się w kościele św. Wojciecha w Poznaniu. Jego synem był Władysław Kosiński (1814-1887) oficer, działacz polityczny, członek Centralizacji Poznańskiej, współorganizator powstania wielkopolskiego.

## Członkowie rodu
- Lenart Kosiński (XV–1545) – dworzanin królewski i podstarości brański (1533-1539)
- Adam Kosiński (XVI–1573) – starosta mielnicki, marszałek hospodarski (1570), kasztelan podlaski
- Jan Kosiński – pisarz ziemski drohicki (1569-1588)
- Andrzej Kosiński – podstarości goniądzki (1584)
- Krzysztof Kosiński (1545–1593) – pułkownik kozaków rejestrowych (1590), hetman kozacki
- Stanisław Kosiński – pisarz ziemski oszmiański (1566)
- Kasper Kosiński – dziedzic na Kosiance, pisarz grodzki drohicki, deputat trybunalski (1590), podstarości drohicki (1598), sędzia ziemski drohicki
- Kasper Kosiński – dziedzic na Brykach, poborca drohicki (1598)
- Katarzyna Kosińska (XVI–1607) – wojewodzina mazowiecka i podlaska
- Andrzej Kosiński – podstarości i sędzia grodzki trembowelski (1628)
- Stanisław Kosiński - rektor kolegium ojców jezuitów w Witebsku (1641)
- Andrzej Kosiński - starosta wilejski (1646)
- Aleksander Franciszek Kosiński – gwardian klasztoru postawskiego (1654)
- Józef Kosiński - łowczy bracławski (1706)
- Franciszek Kosiński – łowczy rożański (1720)
- Piotr Kosiński – rotmistrz oszmiański (1764)
- Wojciech Kosiński – regent grodzki drohicki (1765), pisarz grodzki (1777), deputat trybunalski i podstoli drohicki (1784)
- Wojciech Kosiński – żupnik drohicki (1768)
- Franciszek Kosiński – regent grodzki goniądzki (1769)
- Stanisław Kosiński – podkomorzy nadworny koronny króla S. A. Poniatowskiego (1775)
- Andrzej Kosiński – viceregent grodzki (1775), burgrabia drohicki (1779)
- Józef Kosiński – podwojewodzi proszowski (1782)
- Kazimierz Kosiński – subdelegat grodzki drohicki (1786)
- Wojciech Kosiński – pisarz grodzki drohicki (1778)
- Antoni Amilkar Kosiński (1769–1823) – generał polski
- Władysław Euzebiusz Kosiński (1814–1887) – oficer pruski, publicysta, działacz polityczny
- Adam Seweryn Kosiński – radca woj. mazowieckiego (1830)
- Teodor Kosiński – radca woj. podlaskiego (1830)
- Stanisław Rawicz Kosiński (1847–1923) – inżynier kolejnictwa
- Andrzej Kosiński (1890–1946) – lekarz, oficer Wojska Polskiego i AK